# Stand Beside Me
Stand Beside Me è un singolo della rock band Kansas, scritto dal chitarrista Bruce Gaitsch e dal cantante Marc Jordan, e pubblicato nel 1988. È incluso nell'album In the Spirit of Things.